# Сон (DC Comics)
Сон (англ. Dream) — главный вымышленный персонаж серии комиксов The Sandman, созданной по сценарию Нила Геймана и изданной компанией Vertigo, принадлежащая издательству DC Comics. Он — один из семи Вечных, олицетворяющих определённые аспекты вселенной DC и обладающих абсолютной властью в своих сферах ответственности. Сон является олицетворением сновидений и мечтаний, а также в определённой степени и их противоположностью — реальности.

## Описание

### Внешний вид
Внешний вид Сна меняется в зависимости от наблюдателя. Таким образом, первобытные африканцы видят его темнокожим, японцы — азиатом, кицунэ — как лису, марсиане — как пылающий череп, а египетские боги как чёрного кота. Одежда также зависит от эпохи, людям он кажется одетым в обычную одежду этого времени. Кроме того, Сон может менять внешность и одежду по своему желанию, равно как и становиться невидимым, как часть его контроля реальности.
В комиксе Морфей предстаёт читателю как очень худой и высокий молодой человек с белой кожей, чёрными растрёпанными волосами и чёрными глазами без зрачков, в глубине которых мерцают две далёкие звезды, чаще всего серебряные, белые или голубоватые, но иногда и красные от гнева.
Черты лица персонажа основаны на Ниле Геймане в двадцатилетнем возрасте и Роберте Смите, фронтмене группы The Cure.
А также на Питере Мёрфи, фронтмене группы Bauhaus. Нил Гейман заявил, что Мёрфи был оригинальной моделью для внешности Сна и что художник серии, Дэйв Маккин, основывал лицо Сна на обложке Sandman # 1 именно на Питере Мёрфи.
Чаще всего он одет в развевающийся длинный чёрный плащ, иногда с огненным мотивом понизу. Во снах он снимает плащ и остается в серой футболке, тёмных штанах и ботинках. В бою он носит шлем, сделанный из черепа и позвоночника древнего бога, похожий на противогаз времён Второй мировой войны.

### Речь
Слова Сна изображаются белыми буквами на чёрном фоне, в филактере (словесном пузыре), с волнистыми краями. В отличие от других персонажей, его речь написана буквами не сплошь в одном регистре, предложения начинаются с заглавных букв, но потом идут строчные.

### Силы и способности
Подобно остальным Вечным, Сон обладает абсолютной силой в рамках своего аспекта — сновидения, грёзы, мечты, и имеет влияние на его противоположность — реальность. Морфей может наслать сон на любое существо, управлять его сновидениями, насылая спокойные сны, приятные грёзы или же ужасные кошмары. Как Вечный Сон бессмертен, не нуждается в пище, воде или воздухе.
И также как у его братьев и сестёр, у него есть орудия — особые предметы, в которые Вечный вкладывает часть своей силы, взамен получая более удобный или точный контроль над управлением своей сферой власти. У Сна три орудия:
- Сума с песком, который несёт сон
- Шлем, созданный из черепа и позвоночника древнего бога, побеждённого Морфеем
- Рубин Д’орилар, в нём заключено больше всего силы Сна. Позже из-за Доктора Судьбы (англ. Doctor Destiny) был уничтожен и сила вернулась Сну.

## Критика и отзывы
- Сон был назван шестым величайшим персонажем комиксов по мнению редакции журнала «Empire».[8]
- Он получил 15 место в списке 100 лучших героев комиксов по версии IGN.[9]